# Stiški potok
Stiški potok este o arie protejată (arie specială de conservare — SAC, sit de importanță comunitară — SCI) din Slovenia întinsă pe o suprafață de 6,14 ha, integral pe uscat.

## Localizare
Centrul sitului Stiški potok este situat la coordonatele 45°58′59″N 14°47′03″E / 45.9831°N 14.7842°E.

## Înființare
Situl Stiški potok a fost declarat sit de importanță comunitară în aprilie 2013 pentru a proteja 1 specie de animale. Situl a fost protejat și ca arie specială de conservare în aprilie 2015.

## Biodiversitate
Situată în ecoregiunea continentală, aria protejată nu include niciun habitat protejat.
La baza desemnării sitului se află o specie protejată de  nevertebrate: Austropotamobius torrentium.